# 퍼넬러피 앤 밀러
퍼넬러피 앤 밀러(Penelope Ann Miller, 1964년 1월 13일 ~ )는 미국의 배우이다.

## 출연 작품
- 유치원에 간 사나이
- 채플린
- 플립 - 트리나 베이커 역
- 아티스트
- 칼리토